# Балонґ
Балонґ (пол. Bałąg, нім. Ballingen) — село в Польщі, у гміні Йонково Ольштинського повіту Вармінсько-Мазурського воєводства.